# Журналістська етика
Журналі́стська е́тика (лат. ethica, від грец. ήυος — звичай) — набір правил і норм поведінки, яких мають дотримуватися всі, хто збирає, опрацьовує та поширює масову інформацію.

## Розвиток журналістської етики в новітній Україні
Кінець 80-х — початок 90-х років минулого століття характеризувався розвитком і повною свободою в діяльності мас-медіа. З'явилися тисячі нових видань і майже всі вони знаходили свого споживача. Повна самостійність, боротьба за виживання і комерціалізація роботи медіа в багатьох випадках витіснили етичні норми журналістської діяльності на другий план. Період повної свободи (в якому був не тільки негатив, а й чимало позитиву) закінчився дуже швидко. Різні політичні та бізнесові сили (в умовах авторитарної держави вони швидко зрослися у фінансово-промислові угруповання) почали «підминати» медіа під себе. Оговталася і держава. Було прийнято достатньо прогресивне законодавство про медіа, але застосовувалося воно вибірково, аби поставити медіа під повний контроль державної машини. Саме ці тенденції призвели до такого сумнозвісного явища, як «темники», тобто до прямої попередньої державної цензури. Падіння довіри аудиторії швидко привело журналістів до тями. Стало зрозуміло, що без дотримання етичних норм журналістика перетвориться на бульварне чтиво, повністю підконтрольне власникам і позбавлене жодного впливу на суспільне життя. Поступово прийшло розуміння, що норми етики є не ідеологічною абстракцією, а необхідним інструментом саморегулювання. Зростання професійного самоусвідомлення журналістів, відповідальності за своє слово стало поштовхом до професійної самоорганізації та можливості протистояти цензурі. Журналістські протести 2004 року довели, що для багатьох представників професії відповідальність перед аудиторією, вірність професійним принципам важать набагато більше за матеріальний зиск, комфорт і добробут. Ці протести значною мірою реабілітували журналістів перед аудиторією, дали поштовх розвитку соціально відповідальної журналістики.

## Дотримання етичних норм в Україні
В Україні до 2013 року діяли два етичні кодекси: Кодекс професійної етики українського журналіста, прийнятий на X з'їзді Спілки журналістів України 14 квітня 2002 року, та Кодекс етики українського журналіста, прийнятий 12 грудня 2013 року на З'їзді журналістів-підписантів Кодексу і відкритий для підписання усіма представниками професії.
Перший кодекс піддавався критичній оцінці його впливу на журналістське співтовариство України, оскільки 10 його норм мали суто декларативний характер. Другий привертає більше уваги, тому що при його розробці було враховано західні аналоги, а за його дотриманням стежить спеціальна Комісія з журналістської етики, обрана на щорічному З'їзді підписантів цього Кодексу, яка складається з авторитетних українських журналістів (із 2 грудня 2016 року очолює її Андрій Куликов). Комісія розглядає спірні з погляду дотримання журналістської етики випадки і виносить свої рішення. Якщо медіа, в якому було зафіксовано порушення етичних норм, відмовляється опублікувати рішення Комісії, воно оприлюднюється через інші мас-медіа України.

## Прийняття спільного Кодексу етики в Україні
Чинна редакція Кодексу етики українського журналіста прийнята 12 грудня 2013 року на З'їзді підписантів Етичного кодексу українського журналіста в Києві. Над текстом Кодексу працювала робоча група, до складу якої входили представники КЖЕ, НСЖУ і Незалежної медіа-профспілки України. Проект попередньо обговорювався також із галузевими медійними організаціями. Тоді ж на з'їзді було вирішено, що всього до складу Комісії з журналістської етики увійдуть 15 осіб — крім 10 обраних на з'їзді підписантів, по одному представнику від медійних громадських організацій та асоціацій (НСЖУ, НМПУ, НАМ, УАВПП, ІТК).
Остаточний Кодекс затверджено 12 грудня 2013 року на пленумі НСЖУ та місяцем раніше — рішенням Комітету Незалежної медіа-профспілки України (НМПУ). Таким чином, в Україні найбільші медіаорганізації домовилися про визнання єдиного Кодексу, який отримав назву Кодекс етики українського журналіста.

## Кодекс етики українського журналіста
1. Свобода слова та висловлювань є невід'ємною складовою діяльності журналіста.
2. Служіння інтересам влади чи засновників, а не суспільству, є порушенням етики журналіста.
3. Журналіст має з повагою ставитися до приватного життя людини. При цьому не виключається його право на журналістське розслідування, пов'язане з тими або іншими подіями і фактами, що мають громадське звучання і покликані захищати інтереси суспільства та особи.
4. Висвітлення судових процесів має бути неупередженим щодо звинувачених. Журналіст не може називати людину злочинцем до відповідного рішення суду.
5. Журналіст не розкриває своїх джерел інформації окрім випадків, передбачених законодавством України.
6. Повага до права громадськості на повну та об'єктивну інформацію про факти та події є найпершим обов'язком журналіста. Журналісти та редактори повинні здійснювати кроки для перевірки автентичності усіх повідомлень, відео- та аудіоматеріалів, отриманих від представників загалу, фрілансерів, прес-служб та інших джерел.
7. Інформаційні та аналітичні матеріали мають бути чітко відокремлені від реклами відповідною рубрикацією.
8. Редакційна обробка матеріалів, включаючи знімки, текстівки, заголовки, відповідність відеоряду та текстового супроводу тощо не повинні фальсифікувати зміст. Необхідно повідомляти аудиторію про подання відрепетируваних та реконструйованих новин.
9. Факти, судження та припущення мають бути чітко відокремлені одне від одного. Неприпустимим є розповсюдження інформації, що містить упередженість чи необґрунтовані звинувачення.
10. Точки зору опонентів, в тому числі тих, хто став об'єктом журналістської критики, мають бути представлені збалансовано. Так само мають бути подані оцінки незалежних експертів.
11. Не допускається таке вибіркове цитування соціологічних досліджень, яке призводить до викривлення змісту. Журналістські опитування громадян не повинні фабрикуватися з метою отримання наперед визначеного результату.
12. Журналіст зобов'язаний зробити все можливе для виправлення будь-якої поширеної інформації, якщо виявилося, що вона не відповідає дійсності.
13. Журналіст не повинен використовувати незаконні методи отримання інформації. Журналіст при зборі інформації діє в правовому полі України і може вдатися до будь-яких законних, в тому числі судових, процедур проти осіб, які перешкоджають йому в зборі інформації. Використання негласних прийомів збирання новин допускається лише тоді, коли це необхідно для забезпечення достовірності або точності матеріалу. Такі прийоми можуть бути виправдані лише у разі, коли іншими способами зібрати інформацію неможливо.
14. Плагіат несумісний із званням журналіста.
15. Ніхто не може бути дискримінований через свою стать, мову, расу, релігію, національне, регіональне чи соціальне походження або політичні уподобання. Вказувати на відповідні ознаки особи (групи людей) слід лише у випадках, коли ця інформація є неодмінною складовою матеріалу. Необхідно утримуватися від натяків або коментарів, що стосуються фізичних недоліків чи хвороб людини, уникати вживання образливих висловів, ненормативної лексики.
16. Журналіста не можна службовим порядком зобов'язати писати чи виконувати будь-що, якщо це суперечить його власним переконанням чи принципам. Необхідно протистояти проявам зовнішнього втручання в контент — як безпосередньому тиску, так і діям, що мають непрямі ознаки такого втручання.
17. Незаконне отримання журналістом матеріальної винагороди чи будь-яких пільг за виконаний чи невиконаний журналістський матеріал є несумісним із званням журналіста. Журналіст не повинен використовувати службове становище в особистих цілях, з метою наживи, самореклами, у кар'єристських цілях та керуючись прагненням догодити певним силам чи особам. Журналіст не має права використовувати фінансову інформацію до її оприлюднення з метою власного збагачення.
18. Журналіст має бути особливо обережним при висвітленні питань, пов'язаних із дітьми. Журналіст та редактор повинні мати обґрунтовані підстави для висвітлення приватного життя неповнолітньої особи (осіб) та дозвіл на це від її батьків чи опікунів. Неприпустимим є розкриття імен неповнолітніх (або вказування ознак, за якими їх можна розпізнати), які мали відношення до протизаконних дій, стали учасниками подій, пов'язаних із насильством.
19. Свідоме порушення норм журналістської етики є абсолютно несумісним з професійною журналістикою, піддається громадському осуду, може бути підставою для позбавлення прес-карти чи членства в професійних спілках та НСЖУ. Розгляд конфліктних ситуацій етичного та професійного характеру здійснює Комісія з журналістської етики.[2]

## Загальні принципи етики журналіста
- У своїй діяльності медіа мають керуватися певними моральними принципами. Працівники мас-медіа мають не лише права, а й обов'язки. Один із найголовніших обов'язків журналіста — чесність, вимога говорити правду, відсутність права на брехню.
- Журналіст повинен бути чесним перед собою і своєю аудиторією. Вигадки, підлаштування фактів під завчасно визначені висновки є брутальним порушенням журналістської етики і журналістських стандартів.
- Працівник медіа мусить керуватися принципами правдивості та неупередженості. Журналістське розслідування має бути саме розслідуванням, а не замовною компрометацією когось. Інтереси аудиторії, її право знати правду мають превалювати над інтересами власника.
- Журналіст має ретельно перевіряти інформацію (достатньою вважається перевірка з двох незалежних джерел).
- Особливу увагу слід звертати на візуальні матеріали. Вони повинні мати реальний, а не постановочний характер. Якщо матеріали взято з архіву, слід обов'язково посилатися на це.
- Не можна не сказати про мовну культуру журналіста. Неприпустиме зниження лексики, надмірне захоплення жаргонізмами, використання елементів ненормативної лексики. Культура мови є не забаганкою, а невід'ємною складовою справжньої журналістики. Усі журналістські матеріали мають пройти літературне редагування. Безграмотності, мовній недолугості не місце на сторінках преси, в теле- чи радіоефірі. Якщо ж медіа припустилися помилки (повністю уникнути цього неможливо), слід одразу відверто визнати і виправити всі помилкові відомості. Спростування неправдивої інформації є важливою вимогою професійної роботи мас-медіа.
- Слід також розмежовувати викладення фактів і журналістський коментар. Аудиторія має право робити власні висновки з фактів. Коментар має бути чітко відокремлений від викладу фактичних відомостей. Істотною є також вимога збалансованості журналістських матеріалів. Якщо журналіст пише на контроверсійні теми, то аудиторія має право знати точки зору основних фігурантів події. Це один із найважливіших стандартів роботи журналіста.
- Неприпустимою помилкою в роботі мас-медіа є відсутність посилань на джерело інформації. На жаль, часто джерело інформації не називається, і в аудиторії складається враження, що журналіст сам відшукав усі відомості. Це покладає додаткову відповідальність на журналіста і є неетичним стосовно справжніх джерел. Те саме стосується і коментування. У світі загальноприйнятою практикою є коментар незалежних експертів. У нас, на жаль, найчастіше події коментують або політики, або самі журналісти. Ще одна велика проблема — наявність прихованої реклами.
- «Джинса» (прихована реклама з метою маніпуляції) неприпустима.
- Аудиторія має право знати, коли журналіст подає власне журналістський матеріал, а коли рекламує якийсь товар (комерційний чи політичний — не має значення). Особливо відповідальним має бути ставлення журналіста до героїв своїх матеріалів. Він повинен завжди пам'ятати, що словом можна миттєво зруйнувати репутацію, заплямувати чесне ім'я, що у кожного його персонажа є родина, друзі. Усвідомлення цього допоможе журналістові збалансувати інтереси суспільства та окремої людини.
- Надзвичайно уважно слід висвітлювати проблеми, які можуть викликати упередженість стосовно груп людей або окремої особи за ознаками раси, національності, статі (або статевих уподобань), мови, релігійних переконань тощо. Журналіст має пильнувати, щоб не потрапити в полон негативних стереотипів, які побутують у суспільстві, та не зробити жертвами цих стереотипів героїв своїх матеріалів. Не можна забувати про право аудиторії на інформацію.
- Люди делегували журналістові місію їх оперативного поінформування про всі актуальні та важливі події. І працівники медіа зобов'язані це робити. Причому не слід покладатися виключно на офіційну інформацію, як це робиться зазвичай, а шукати альтернативні джерела відомостей, критично ставитися до інформації.